# Drosophila inedita
Drosophila inedita är en tvåvingeart inom släktet Drosophila som finns på Hawaiiöarna.

## Taxonomi och släktskap
Drosophila inedita beskrevs av Elmo Hardy 1965. Arten ingår i släktet Drosophila, undersläktet Hawaiian Drosophila, artgruppen Drosophila grimshawi och artundergruppen Drosophila distinguenda.

## Utbredning
Artens utbredningsområde är Hawaiiöarna.